# Tabitha Chawinga
Tabitha Chawinga (Hewe, 1996. május 22. –) malawi női válogatott labdarúgó, a kínai Vuhan Csianghan csatára.

## Pályafutása
Chawinga az észak-malawi Hewe faluban született, Katumbi közelében, egy ötgyermekes család harmadik gyermekeként. Ötéves korában fiúkkal kezdett focizni, ami nem volt teljesen ellentmondásmentes egy olyan országban, ahol a női futballnak nincsenek hagyományai.
A labda kergetése több alkalommal is családi konfliktusokhoz vezetett és 14 évesen Tabitha a fővárosba költözött. A helyi DD Sunshine lánycsapatában szépen ívelt felfelé karrierje és két év elteltével meghívót kapott a nemzeti csapatba, szülei pedig rádöbbentek lányuk kitartására és a korábbi viszálykodás, bátorítássá és támogatássá vált.

### Krokom/Dvärsätts IF
2014-ben került a Krokom/Dvärsätts IF együtteséhez, miután Melisa Krnjaic, a klub védője beajánlotta a Malawiban végzett önkéntes munkája alatt megismert tehetséget. Nem kellett sokat várnia az aláírásra és Tabitha 14 meccsen 39 góljával elképesztő szezont produkált.

### Kvarnsvedens IK
A következő szezonban a Kvarnsvedenshez igazolt, és 26 meccsen 43 gólt szerzett a másodosztályban, ezekből hat alkalommal ért el mesterhármast.

### Csiangszu Szuning
A sikeres svédországi időszakok után Chawinga felkeltette a külföldi topklubok érdeklődését, és végül a kínai Csiangszu Szuninghoz szerződött, ahol egy bajnoki címet szerzett.

### Vuhan Csianghan
2021-ben a Vuhan Csianghan gárdájával állapodott meg, ahol testvérével Temwával együtt termelték a gólokat. 2021-től három bajnoki címet abszolválhatott a vuhaniakkal, úgy is, hogy a bajnokságban több mérkőzést is kihagyott kölcsönszerződései miatt.

#### Internazionale
2022. augusztus 18-án kölcsönszerződést írt alá az Interhez. A szerződés értelmében Chawinga a szezon után véglegesítheti milánói tartózkodását. Fantasztikus szezonja végén azonban nem maradt a kék-feketéknél és visszatért vuhani egyesületéhez. 

#### Paris Saint-Germain
A francia gigász 2023. szeptember 20-án jelentette be érkeztét a 2023–24-es szezonra.

## Sikerei

### Klubcsapatokban
Kínai bajnok (4):
- Vuhan Csianghan (3): 2021, 2022, 2023
- Csiangszu Szuning (1): 2019

 Kínai kupagyőztes (4):
- Vuhan Csianghan (2): 2022, 2023
- Csiangszu Szuning (2): 2018, 2019[7]

 Kínai ligakupa-győztes (NWFC) (2):
- Csiangszu Szuning (2): 2018,[8] 2019

 Kínai szuperkupa-győztes (1):
- Csiangszu Szuning (1): 2019

 Svéd másodosztályú bajnok (1):
- Kvarnsvedens IK (1): 2015

### Egyéni
- Olasz gólkirálynő (1): 2022–23 (23 gól)
- Kínai gólkirálynő (3): 2018 (17 gól)[9], 2019 (12 gól), 2021 (9 gól)[10]
- Az év játékosa (2): 2018, 2019
- Svéd gólkirálynő (1): 2017 (26 gól)
- Svéd másodosztály gólkirálynője (1): 2015 (43 gól)

## Statisztikái

### Klubcsapatokban
2024. március 28-ával bezárólag
| Klub                | Szezon           | Bajnokság | Bajnokság | Kupa  | Kupa | Nemzetközi | Nemzetközi | Össz. | Össz. |
| Klub                | Szezon           | Mérk.     | Gól       | Mérk. | Gól  | Mérk.      | Gól        | Mérk. | Gól   |
| ------------------- | ---------------- | --------- | --------- | ----- | ---- | ---------- | ---------- | ----- | ----- |
| Krokom/Dvärsätts IF | 2014             | 14        | 39        | 0     | 0    | 0          | 0          | 14    | 39    |
| Krokom/Dvärsätts IF | Összesen         | 14        | 39        | 0     | 0    | 0          | 0          | 14    | 39    |
| Kvarnsvedens IK     | 2015             | 26        | 43        | 0     | 0    | 0          | 0          | 26    | 43    |
| Kvarnsvedens IK     | 2016             | 22        | 15        | 0     | 0    | 0          | 0          | 22    | 15    |
| Kvarnsvedens IK     | 2017             | 22        | 26        | 0     | 0    | 0          | 0          | 22    | 26    |
| Kvarnsvedens IK     | Összesen         | 70        | 84        | 0     | 0    | 0          | 0          | 70    | 84    |
| Csiangszu Szuning   | 2018             | ?         | 17        | 1     | 0    | 0          | 0          | ?     | 17    |
| Csiangszu Szuning   | 2019             | ?         | 12        | 1     | 6    | 3          | 3          | ?     | 21    |
| Csiangszu Szuning   | 2020             | 12        | 7         | 0     | 0    | 0          | 0          | 12    | 7     |
| Csiangszu Szuning   | Összesen         | 12+       | 36        | 2+    | 6    | 3          | 3          | 17+   | 45+   |
| Vuhan Csianghan     | 2021             | 14        | 9         | 0     | 0    | 0          | 0          | 14    | 9     |
| Vuhan Csianghan     | 2022             | 10        | 8         | 0     | 0    | 0          | 0          | 10    | 8     |
| Vuhan Csianghan     | 2023             | ?         | 5         | 0     | 0    | 0          | 0          | ?     | 5     |
| Vuhan Csianghan     | Összesen         | 24        | 22        | 0     | 0    | 0          | 0          | 24    | 22    |
| Internazionale      | 2022–2023        | 23        | 23        | 4     | 3    | 0          | 0          | 27    | 26    |
| Internazionale      | Összesen         | 10        | 10        | 0     | 0    | 0          | 0          | 10    | 10    |
| Paris Saint-Germain | 2023–2024        | 18        | 17        | 3     | 2    | 10         | 5          | 31    | 24    |
| Paris Saint-Germain | Összesen         | 18        | 17        | 3     | 2    | 10         | 5          | 31    | 24    |
| Karrier összesen    | Karrier összesen | 174+      | 221       | 9+    | 11   | 13         | 8          | 183+  | 240   |

### A válogatottban
2022. szeptember 5-ével bezárólag
| Malawi színeiben szerzett góljai hivatalos nemzetközi mérkőzéseken | Malawi színeiben szerzett góljai hivatalos nemzetközi mérkőzéseken | Malawi színeiben szerzett góljai hivatalos nemzetközi mérkőzéseken | Malawi színeiben szerzett góljai hivatalos nemzetközi mérkőzéseken | Malawi színeiben szerzett góljai hivatalos nemzetközi mérkőzéseken | Malawi színeiben szerzett góljai hivatalos nemzetközi mérkőzéseken | Malawi színeiben szerzett góljai hivatalos nemzetközi mérkőzéseken | Malawi színeiben szerzett góljai hivatalos nemzetközi mérkőzéseken |
| ------------------------------------------------------------------ | ------------------------------------------------------------------ | ------------------------------------------------------------------ | ------------------------------------------------------------------ | ------------------------------------------------------------------ | ------------------------------------------------------------------ | ------------------------------------------------------------------ | ------------------------------------------------------------------ |
|                                                                    |                                                                    |                                                                    |                                                                    |                                                                    |                                                                    |                                                                    |                                                                    |
| Gól                                                                | Dátum                                                              | Helyszín                                                           | Ellenfél                                                           | Találat                                                            | Eredmény                                                           | Esemény                                                            | Forrás                                                             |
| 1                                                                  | 2017. szeptember 13.                                               | Barbourfields Stadion, Bulawayo                                    | Zambia                                                             | 1–0                                                                | 3–6                                                                | COSAFA-kupa                                                        | [ 11 ]                                                             |
| 2                                                                  | 2017. szeptember 13.                                               | Barbourfields Stadion, Bulawayo                                    | Zambia                                                             | 2–3                                                                |                                                                    | COSAFA-kupa                                                        | [ 11 ]                                                             |
| 3                                                                  | 2017. szeptember 13.                                               | Barbourfields Stadion, Bulawayo                                    | Zambia                                                             | 3–5                                                                |                                                                    | COSAFA-kupa                                                        | [ 11 ]                                                             |
| 4                                                                  | 2017. szeptember 15.                                               | Barbourfields Stadion, Bulawayo                                    | Madagaszkár                                                        | 1–0                                                                | 6–3                                                                | COSAFA-kupa                                                        | [ 12 ]                                                             |
| 5                                                                  | 2017. szeptember 15.                                               | Barbourfields Stadion, Bulawayo                                    | Madagaszkár                                                        | 2–0                                                                |                                                                    | COSAFA-kupa                                                        | [ 12 ]                                                             |
| 6                                                                  | 2017. szeptember 15.                                               | Barbourfields Stadion, Bulawayo                                    | Madagaszkár                                                        | 5–3                                                                |                                                                    | COSAFA-kupa                                                        | [ 12 ]                                                             |
| 7                                                                  | 2017. szeptember 15.                                               | Barbourfields Stadion, Bulawayo                                    | Madagaszkár                                                        | 6–3                                                                |                                                                    | COSAFA-kupa                                                        | [ 12 ]                                                             |
| 8                                                                  | 2017. szeptember 17.                                               | Barbourfields Stadion, Bulawayo                                    | Zimbabwe                                                           | 2–3                                                                | 3–3                                                                | COSAFA-kupa                                                        | [ 13 ]                                                             |
| 9                                                                  | 2017. szeptember 17.                                               | Barbourfields Stadion, Bulawayo                                    | Zimbabwe                                                           | 3–3                                                                |                                                                    | COSAFA-kupa                                                        | [ 13 ]                                                             |
| 10                                                                 | 2019. április 4.                                                   | Kamuzu Stadion, Blantyre                                           | Mozambik                                                           | 1–0                                                                | 11–1                                                               | Olimpiai selejtező                                                 | [ 14 ]                                                             |
| 11                                                                 | 2019. április 4.                                                   | Kamuzu Stadion, Blantyre                                           | Mozambik                                                           | 3–0                                                                |                                                                    | Olimpiai selejtező                                                 | [ 14 ]                                                             |
| 12                                                                 | 2019. április 4.                                                   | Kamuzu Stadion, Blantyre                                           | Mozambik                                                           | 11–0                                                               |                                                                    | Olimpiai selejtező                                                 | [ 14 ]                                                             |
| 13                                                                 | 2019. április 9.                                                   | Estádio do Zimpeto, Maputo                                         | Mozambik                                                           | 2–0                                                                | 3–0                                                                | Olimpiai selejtező                                                 | [ 15 ]                                                             |
| 14                                                                 | 2019. augusztus 28.                                                | Kamuzu Stadion, Blantyre                                           | Kenya                                                              | 2–1                                                                | 3–2                                                                | Olimpiai selejtező                                                 | [ 16 ]                                                             |
| 15                                                                 | 2019. augusztus 28.                                                | Kamuzu Stadion, Blantyre                                           | Kenya                                                              | 3–1                                                                |                                                                    | Olimpiai selejtező                                                 | [ 16 ]                                                             |
| 16                                                                 | 2020. november 7.                                                  | Wolfson Stadion, Gqeberha                                          | Lesotho                                                            | 2–0                                                                | 9–0                                                                | COSAFA-kupa                                                        | [ 17 ]                                                             |
| 17                                                                 | 2020. november 7.                                                  | Wolfson Stadion, Gqeberha                                          | Lesotho                                                            | 4–0                                                                |                                                                    | COSAFA-kupa                                                        | [ 17 ]                                                             |
| 18                                                                 | 2020. november 7.                                                  | Wolfson Stadion, Gqeberha                                          | Lesotho                                                            | 5–0                                                                |                                                                    | COSAFA-kupa                                                        | [ 17 ]                                                             |
| 19                                                                 | 2020. november 7.                                                  | Wolfson Stadion, Gqeberha                                          | Lesotho                                                            | 6–0                                                                |                                                                    | COSAFA-kupa                                                        | [ 17 ]                                                             |
| 20                                                                 | 2020. november 7.                                                  | Wolfson Stadion, Gqeberha                                          | Lesotho                                                            | 8–0                                                                |                                                                    | COSAFA-kupa                                                        | [ 17 ]                                                             |
| 21                                                                 | 2020. november 7.                                                  | Wolfson Stadion, Gqeberha                                          | Lesotho                                                            | 9–0                                                                |                                                                    | COSAFA-kupa                                                        | [ 17 ]                                                             |
| 22                                                                 | 2020. november 12.                                                 | Wolfson Stadion, Gqeberha                                          | Dél-afrikai Köztársaság                                            | 2–6                                                                | 2–6                                                                | COSAFA-kupa                                                        | [ 18 ]                                                             |
| 23                                                                 | 2022. szeptember 5.                                                | Madibaz Stadion, Gqeberha                                          | Comore-szigetek                                                    | 3–0                                                                | 6–0                                                                | COSAFA-kupa                                                        | [ 19 ]                                                             |
| 24                                                                 | 2022. szeptember 5.                                                | Madibaz Stadion, Gqeberha                                          | Comore-szigetek                                                    | 4–0                                                                |                                                                    | COSAFA-kupa                                                        | [ 19 ]                                                             |
| 25                                                                 | 2022. szeptember 5.                                                | Madibaz Stadion, Gqeberha                                          | Comore-szigetek                                                    | 5–0                                                                |                                                                    | COSAFA-kupa                                                        | [ 19 ]                                                             |

## Magánélete
A hasonló képességekkel rendelkező testvérével Temwával a Kvarnsvedens után a Vuhannál is csapattársak, a válogatottban pedig 2016 óta riogatják ellenfeleik védelmét.